# PGQL
PGQL — это реализация языка графовых запросов, разработанная и реализованная компанией Oracle, и при этом доступная как спецификация с открытым исходным кодом вместе с программным обеспечением для анализа JVM.

## Описание
PGQL сочетает в себе знакомый синтаксис SQL SELECT, включая выражения SQL и сортировку и агрегацию результатов, с языком сопоставления шаблонов, очень похожим на язык Cypher. Он позволяет запрашивать спецификацию графа и включает в себя средство для макросов для захвата «представлений шаблонов» или именованных подшаблонов. Он не поддерживает операции вставки или обновления, будучи разработанным в первую очередь для аналитической среды, такой как продукт PGX от Oracle. PGQL также был реализован в «Oracle Big Data Spatial and Graph» и в исследовательском проекте PGX.D/Async.

## Пример использования
Создание графа, связывающего людей (таблица Person), компании (таблица Company) и счета (таблица Account):
```
CREATE
 
PROPERTY
 
GRAPH
 
financial_transactions

  
VERTEX
 
TABLES
 
(
Persons
 
LABEL
 
Person
 
PROPERTIES
 
(
 
name
 
),

                 
Companies
 
LABEL
 
Company
 
PROPERTIES
 
(
 
name
 
),

                 
Accounts
 
LABEL
 
Account
 
PROPERTIES
 
(
 
number
 
))

  
EDGE
 
TABLES
 
(

    
Transactions

      
SOURCE
 
KEY
 
(
 
from_account
 
)
 
REFERENCES
 
Accounts
 
(
 
number
 
)

      
DESTINATION
 
KEY
 
(
 
to_account
 
)
 
REFERENCES
 
Accounts
 
(
 
number
 
)

      
LABEL
 
transaction
 
PROPERTIES
 
(
 
amount
 
),

    
Accounts
 
AS
 
PersonOwner

      
SOURCE
 
KEY
 
(
 
number
 
)
 
REFERENCES
 
Accounts
 
(
 
number
 
)

      
DESTINATION
 
Persons

      
LABEL
 
owner
 
NO
 
PROPERTIES
,

    
Accounts
 
AS
 
CompanyOwner

      
SOURCE
 
KEY
 
(
 
number
 
)
 
REFERENCES
 
Accounts
 
(
 
number
 
)

      
DESTINATION
 
Companies

      
LABEL
 
owner
 
NO
 
PROPERTIES
,

    
Persons
 
AS
 
worksFor

      
SOURCE
 
KEY
 
(
 
id
 
)
 
REFERENCES
 
Persons
 
(
 
id
 
)

      
DESTINATION
 
Companies

      
NO
 
PROPERTIES
)

```

SELECT, показывающий владельцев счетов, которые совершали транзакции с человеком по имени Nikita:
```
SELECT
 
owner
.
name
 
AS
 
account_holder
,
 
SUM
(
t
.
amount
)
 
AS
 
total_transacted_with_Nikita

FROM
 
MATCH
 
(

       
(
p
:
Person
)
 
<-
[:
owner
]
-
 
(
account1
:
Account
),

       
(
account1
)
 
-
[
t
:
transaction
]
-
 
(
account2
),
 
/* match both incoming and outgoing transactions */

       
(
account2
:
Account
)
 
-
[:
owner
]
->
 
(
owner
:
Person
|
Company
)

     
)
 
ON
 
financial_transactions

WHERE
 
p
.
name
 
=
 
'Nikita'

GROUP
 
BY
 
owner

```

Или используя PGQL со стандартным синтаксисом SQL:
```
SELECT
 
account_holder
,
 
SUM
(
amount
)
 
AS
 
total_transacted_with_Nikita

FROM
 
GRAPH_TABLE
 
(
 
financial_transactions

  
MATCH
 
(
p
 
IS
 
Person
)
 
<-
[
IS
 
owner
]
-
 
(
account1
 
IS
 
Account
),

        
(
account1
)
 
-
[
t
 
IS
 
transaction
]
-
 
(
account2
),
 
/* match both incoming and outgoing transactions */

        
(
account2
 
IS
 
Account
)
 
-
[
IS
 
owner
]
->
 
(
owner
 
IS
 
Person
|
Company
)

  
WHERE
 
p
.
name
 
=
 
'Nikita'

  
COLUMNS
 
(
owner
.
name
 
AS
 
account_holder
,
 
t
.
amount
)

)

GROUP
 
BY
 
account_holder

```

Результат:
| account_holder | total_transacted_with_Nikita |
| -------------- | ---------------------------- |
| Camille        | 1000                         |
| Oracle         | 4501                         |